# Otmar Mikulica
Otmar Mikulica (11. září 1917 Břeclav – 22. června 1942 Praha) byl český odbojář popravený nacisty.

## Život
Otmar Mikulica se narodil 11. září 1917 v Břeclavi rodičům Lubomírovi a Štěpánce Mikulicovým. Bydlištěm byl v Kobylí. Po maturitě na státním československém reformovaném reálném gymnáziu ve Znojmě v roce 1937 nastoupil na filosofickou fakultu Masarykovy univerzity. Studium nedokončil z důvodu uzavření českých vysokých škol nacistickými orgány 17. listopadu 1939. Otmar Mikulica zůstal v Brně a zapojil se do letákových akcí. V dubnu 1941 mu již hrozilo zatčení a tak vstoupil do ilegality. Podařilo se mu získat občanskou legitimaci na jméno František Dostal a pod touto identitou pokračoval v činnosti a zdržoval se na různých místech. Zatčen gestapem byl 8. 6. 1942 a uvězněn v pankrácké věznici. Popraven byl na kobyliské střelnici 22. června 1942.

## Posmrtná ocenění
- Masarykova univerzita udělila Otmaru Mikulicovi v roce 1947 čestný doktorát PhDr. in memoriam.[2]
- Jeho jméno je spolu s dalšími uvedeno na pamětní desce v budově filozofické fakulty MU.[2]